# Corps quasi-fini
En mathématiques, un corps quasi-fini est une généralisation d'un corps fini. La théorie des corps de classes locaux traite généralement de corps  à valuation complets dont le corps résiduel est fini (c'est-à-dire un corps local non-archimédien), mais la théorie s'applique aussi bien lorsque le corps résiduel est seulement supposé quasi-finis.

## Définition formelle
Un corps quasi-fini est un corps parfait K muni d'un isomorphisme de groupes topologiques.
{\displaystyle \phi :{\hat {\mathbf {Z} }}\to \operatorname {Gal} (K_{s}/K),}
où Ks est une clôture algébrique de K (nécessairement séparable parce que K est parfait). L'extension de corps Ks/K est infinie, et le groupe de Galois se voit par conséquent attribué la topologie de Krull. Le groupe {\displaystyle {\widehat {\mathbf {Z} }}} est le groupe profini des nombres entiers à l'égard de ses sous-groupes d'index fini.
Cette définition équivaut à dire que K a une unique (nécessairement cyclique) extension Kn de degré n pour chaque entier n ≥ 1, et que l'union de ces extensions est égale à Ks. En outre, dans le cadre de la structure de corps quasi-fini, il y a un générateur de Fn pour chaque Gal(Kn/K), et les générateurs doivent être cohérent, dans le sens où si n divise m, la restriction de Fm à Kn est égale à Fn.

## Exemples
L'exemple le plus simple, est le corps fini K = GF(q). Il a une unique extension cyclique de degré n, à savoir Kn = GF(qn). L'union de Kn est la clôture algébrique de Ks. Nous prenons Fn comme étant l'élément de Frobenius; c'est-à-dire Fn(x) = xq.
Un autre exemple est K = C((T)), l'anneau des séries formelles de Laurent en T sur le corps C des nombres complexes. Celles-ci sont simplement des séries formelles dans lesquelles nous permettons également un nombre fini de termes de degrés négatifs. Alors K a une unique extension cyclique
{\displaystyle K_{n}=\mathbf {C} ((T^{1/n}))}
de degré n pour chaque n ≥ 1, dont l'union est une clôture algébrique de K appelée le champ des séries de Puiseux, et dont un générateur de Gal(Kn/K) est donnée par
{\displaystyle F_{n}(T^{1/n})=e^{2\pi i/n}T^{1/n}.}
Cette construction fonctionne si C est remplacé par un corps fini algébriquement clos C de caractéristique zéro.